# Witold Filipowicz
Witold Filipowicz (ur. 8 sierpnia 1943 w Warszawie) – polsko-szwajcarski profesor nauk przyrodniczych. Specjalizuje się w zagadnieniach z zakresu biochemii i biologii molekularnej. Członek zagraniczny Wydziału Nauk Biologicznych i Rolniczych Polskiej Akademii Nauk od 2005 roku. Jest również członkiem EMBO i Academia Europaea. Pracownik naukowy Instytutu Biochemii i Biofizyki PAN oraz od 1984 roku kierownik grupy badawczej w Instytucie Badań Biomedycznych im. Friedricha Mieschera w Szwajcarii. Wykładowca i profesor emeritus Uniwersytetu w Bazylei. 

## Główne osiągnięcia naukowe
Filipowicz opublikował około 180 artykułów i prac przeglądowych. Jego badania skupiały się na mechanizmach dojrzewania i funkcjonowania różnych klas RNA i rybonukleoproteidów (RNP) oraz enzymów biorących udział w metabolizmie RNA. Do najważniejszych wczesnych osiągnięć należą odkrycie ligaz RNA biorących udział w składaniu (splicingu) tRNA u roślin i kręgowców, wyjaśnienie mechanizmu rozpoznawania intronów u roślin i odkrycie cyklazy 3'-końcowego fosforanu w RNA RtcA.
Prace nad małymi niekodującymi RNA doprowadziły do zrozumienia biogenezy intronowych małych jąderkowych RNA (snoRNA), a także ujawniły nieoczekiwane cechy promotorów genów U-snRNA i snoRNA u roślin, świadczące o wspólnym ewolucyjnym pochodzeniu systemów transkrypcyjnych pol II i pol III. Badania Filipowicza przyczyniły się także do zrozumienia biogenezy rybosomów eukariotycznych (identyfikacja białek Rcl1i Bms1 jako czynników niezbędnych do dojrzewania rybosomów).
Badania nad RNAi i mikroRNA, prowadzone w latach 2000-2016, skupiały się na mechanistycznych aspektach funkcji rybonukleazy Dicer oraz mechanizmie i odwracalności hamowania biosyntezy białka przez miRNA w komórkach ssaków, regulacji degradacji miRNA w neuronach oraz roli miRNA w rozwoju i funkcjonowaniu fotoreceptorów siatkówki.

## Wybrane nagrody i członkostwa w organizacjach
- Nagroda Towarzystwa RNA (RNA Society) za Całokształt Twórczości Naukowej (2011)[29]
- Gutenberg Chair Award (Chaire Gutenberg) 2013, Strasburg[30]
- Członek Europejskiej Organizacji Biologii Molekularnej (EMBO) (od 1994)[31]
- Członek Academia Europaea (od 2005) ; w latach 2013-2021 przewodniczący Sekcji Biochemii i Biologii Molekularnej Academia Europaea[32]
- Członek zagraniczny PAN (od 2005)[33]
- Członkostwo w Radach Naukowych różnych instytucji, m.in. Instytutu Mechanizmów i Maszyn Molekularnych PAN, Warszawa (od 2022)[34]; Instytutu Biologii Rozwoju Maxa-Plancka, Tybinga (2008-2018)[2], i Instytutu Chemii Biofizycznej Maxa-Plancka/MPI-Nat, Getynga (2018-2024)[35]
- Członkostwo w radach redakcyjnych różnych czasopism naukowych, w tym RNA (od 1997), RNA Biology (od 2004) i Cell (2008-2016)[2]